# Šprtky to chtěj taky
Šprtky to chtěj taky je americký komediální film z roku 2019, který režírovala Olivia Wildeová (je to její režijní debut) podle scénáře Emily Halpernové, Sarah Haskinsové, Susanny Fogelové a Katie Silbermanové. Hlavní role hrají Beanie Feldsteinová a Kaitlyn Deverová jako dvě maturující dívky ze střední školy, které se v poslední den školy rozhodly konečně porušit pravidla a jít na party. Ve vedlejších rolích se objevují Jessica Williamsová, Will Forte, Diana Silversová, Lisa Kudrow a Jason Sudeikis. Výkonnými producenty filmu byli Will Ferrell a Adam McKay se společností Gloria Sanchez Productions.
Film měl celosvětovou premiéru 10. března 2019 na filmovém festivalu South by Southwest a do kin ho ve Spojených státech uvedla 24. května 2019 společnost United Artists Releasing. Film obdržel pozitivní kritické recenze a vydělal přes 24 milionů amerických dolarů. Za svůj výkon byla představitelka hlavní role Beanie Feldsteinová nominována na nejlepší ženský herecký výkon v komedii nebo muzikálu) na 77. ročníku udílení Zlatých glóbů.

## Děj filmu
Studentky posledního ročníku střední školy Amy a Molly jsou dlouholeté nejlepší kamarádky. Jsou velmi chytré, ale jejich vrstevníci je považují za namyšlené. Amy je homosexuálka a je zamilovaná do dívky jménem Ryan. Molly Amy nutí, aby Ryan řekla, co k ní cítí.
V předvečer předávání závěrečných diplomů Molly konfrontuje spolužáky, kteří ji na záchodcích nadávali do šprtek, a říká jím, že se dostala na Yale. Oni jí však řeknou, že i přestože oni trávili většinu času pařením, dostali se také na prestižní vysoké školy a dobrá pracovní místa. Naštvaná Molly řekne Amy, že si měly více užívat čas na střední škole, a navrhuje jí, aby šli po maturitě na party pořádanou jejím spolužákem Nickem. Amy neochotně souhlasí.
Molly, jelikož nezná adresu party, zavolá svému bohatému spolužákovi Jaredovi, který ji má rád. On je ale místo toho navede na jeho vlastní party na jachtě, kde je pouze jeho drogově poblázněná kamarádka Gigi, která krmí dívky jahodami, a potom skočí z jachty. Amy navrhuje, aby šly domů, ale Molly použije jejich kód „Malala“, což mají říct jedna druhé, aby se vzájemně podpořily nehledě na okolnosti.
Dívky si přivolají taxík a jsou v šoku, když je řidičem jejich ředitel Jordan Brown. Aby se Amy připravila na potenciální sex s Ryan, Molly trvá na tom, aby se podívaly na porno, které se ale omylem promítne do reproduktorů automobilu. Brown je vysadí u domu, který považují za dům Nickovy tety, ale ukáže se, že je to dům jejich spolužáka George, který pořádá party s herní tematikou vraždy.
Setkávají se s Gigi, která jim řekne, že jahody byly promísené silnými halucinogeny. Amy a Molly zažijí nepříjemný drogový stav a myslí si, že jsou plastové módní figuríny. Uniknou z Georgeova domu, ale Gigi odhalí, že Molly má tajně ráda Nicka.
Navzdory tomu, že chtěla jít domů, Amy trvá na tom, aby pokračovaly dále, aby mohla Molly říct Nickovi, že je do něj zamilovaná. Vidí krabice od pizzy v online videu Nickova večírku a získávají adresu vyhrožováním doručovateli pizzy. Molly zavolá své oblíbené učitelce slečně Fineové, která je zaveze na Nickovu party.
Na večírku jsou Amy a Molly překvapeny, že jsou srdečně uvítány. Molly a Nick flirtují při pingpongu a Amy konečně tráví čas s Ryan. Amy bohužel brzy zjistí, že se Ryan líbá s Nickem. Se zlomeným srdcem a v zoufalé snaze odejít najde Molly a řekne jí kód „Malala“, který ale Molly odmítne, protože neviděla Nicka s Ryan a myslí si, že má u Nicka ještě pořád šanci. Amy se naštve a prozradí, že nejen že bude trávit léto v Botswaně, ale že tam hodlá strávit celý rok, protože nesnáší, jak se Molly vždy snaží ovládnout její život. Pohádají se přede všemi, kdo jsou na party.
Amy běží do koupelny a najde tam svou spolužačku Hope. Zpočátku se hádají, ale pak ji Amy políbí. Začnou mít sex, ale Amy ji pozvrací. Jared a Molly mají upřímný rozhovor o tom, jak je nikdo ve škole opravdu nezná. Na večírek dorazí policisté a všichni se rozejdou. Jelikož Molly nemůže najít Amy, odveze ji domů Triple A, což je populární studentka s promiskuitní reputací. Obě se sblíží povídáním si o stereotypech, které zažily.
Molly se probudí v den předávání diplomů, a když zkontroluje telefon, zjistí, že její spolužáci chválí Amy za to, že na večírku odvrátila pozornost a umožnila všem uniknout policii, zatímco se nechala sama zatknout. Molly navštíví Amy ve vězení, omlouvá se za své manipulativní činy a smíří se. Jelikož ví, že doručovatel pizzy je sériový vrah, vymění tuto informaci za osvobození Amy a poté jedou Jaredovým autem na slavnost. Molly políbí na pódiu Jareda a přednese improvizovaný premiantský proslov, načež jí všichni tleskají ve stoje.
O několik dní později, když Molly pomáhá Amy připravit se na cestu do Botswany, ji navštíví Hope, aby Amy dala své telefonní číslo. Molly odveze Amy na letiště, kde se rozloučí. Když Molly odjíždí, Amy vyskočí před auto a rozhodne se, že před odletem má ještě chvilku čas, a obě se rozhodnou, že si dají palačinky.

## Obsazení

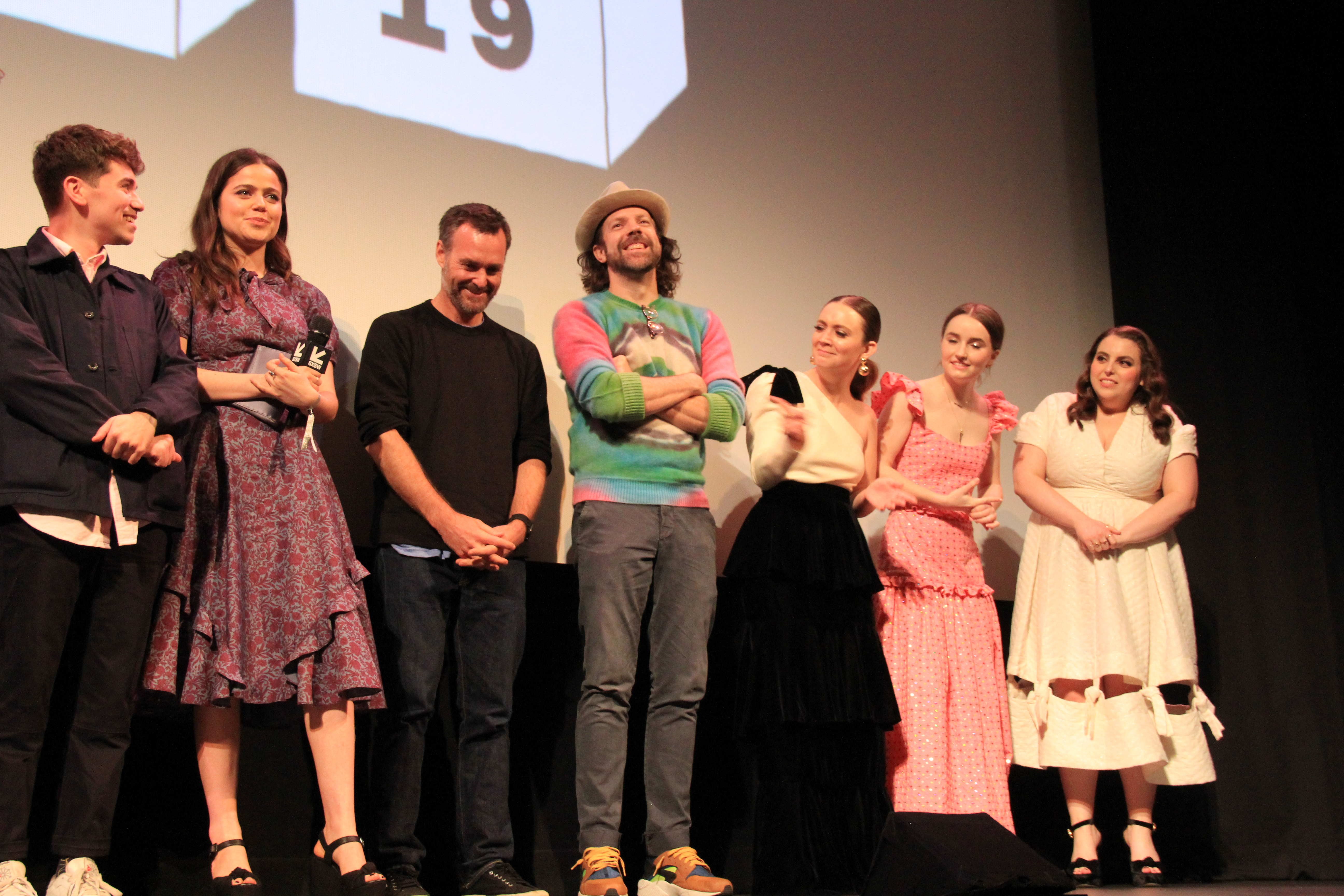
(zleva doprava) Noah Galvin, Molly Gordonová, Will Forte, Jason Sudeikis, Billie Lourd, Kaitlyn Deverová a Beanie Feldsteinová na premiéře filmu na filmovém festivalu South by Southwest

- Beanie Feldsteinová jako Molly Davidsonová
- Kaitlyn Deverová jako Amy Antslerová
- Jessica Williamsová jako Paní Fineová
- Lisa Kudrow jako Charmaine Antslerová
- Will Forte jako Doug Antsler
- Jason Sudeikis jako ředitel Jordan Brown
- Billie Lourd jako Gigi
- Diana Silversová jako Hope
- Skyler Gisondo jako Jared
- Molly Gordonová jako Annabelle neboli „Triple A“
- Noah Galvin jako George
- Austin Crute jako Alan
- Victoria Ruesga jako Ryan
- Eduardo Franco jako Theo
- Nico Hiraga as Tanner
- Mason Gooding jako Nick Howland
- Mike O'Brien jako doručovatel pizzy Pat
- Bluesy Burkeová jako Cindy
- Christopher Avila jako Rob
- Stephanie Stylesová jako Alison
- Adam Simon Krist jako Dick
- Gideon Lang jako Skip
- Maya Rudolphová jako vypravěčka

## Vydání filmu

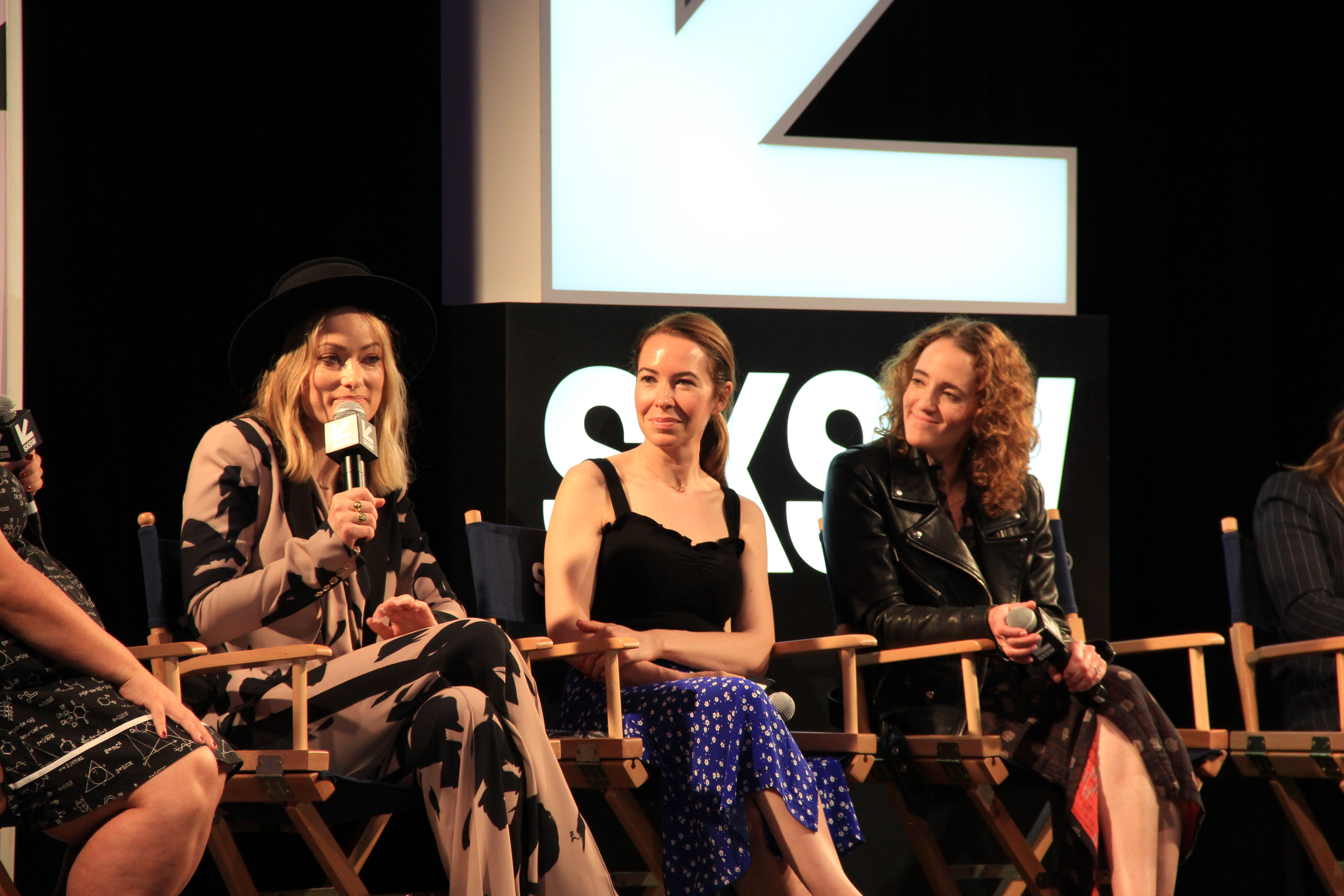
Režisérka Olivia Wildeová, spoluautorka scénáře Katie Silbermanová a producentka Jessica Elbaumová na filmovém festivalu South by Southwest.

Svou celosvětovou premiéru měl film na filmovém festivalu South by Southwest 10. března 2019. Ve Spojených státech film vyšel 24. května 2019. V tentýž den byl film vypuštěn i na francouzském Netflixu.

### Domácí média
Šprtky to chtěj taky bylo vydáno i ke stažení na internetu 20. srpna 2019 a také na DVD a Blu-ray a to 3. září 2019.

## Přijetí filmu

### Tržby
Film Šprtky to chtěj taky vydělal 22,7 milionů dolarů ve Spojených státech a Kanadě a 2,2 milionů dolarů v jiných zemích, což je celosvětově celkem 24,9 milionů dolarů.
Ve Spojených státech a Kanadě byl film Šprtky to chtěj taky vypuštěn zároveň s filmy Aladin a Syn temnoty a předvídalo se, že za první promítací víkend vydělá film kolem 12 milionů dolarů. Film vydělal za první den 2,5 milionů dolarů, včetně 875 000 dolarů za čtvrteční předzhlédnutí. Celkem tedy za první víkend film vydělal pouhých 6,9 milionů dolarů, čímž skončil na šestém místě. Různé publikace z filmového oboru trvaly na tom, že ačkoliv se cílené publikum (tedy mladé ženy) dostavilo do kin, měl být film vydán spíše s cenzurou a až poté být vypuštěn v plné verzi, podobně jako komedie Lady Bird v roce 2017.Film Šprtky to chtěj taky tedy podle nich selhal a zanikl ve stínu ostatních vydaných filmů.  Za svůj druhý víkend film vydělal 3,3 milionu dolarů, což byl propad o 52 % a skončil na osmém místě.
Největší úspěch mimo Severní Ameriku měl snímek ve Spojeném království, kde po sedmi týdnech v kinech vydělal film kolem 1,8 milionu dolarů (1,5 milionu liber).
Režisér JJ Abrams se k tomu vyjádřil: „Když máte film, který je zábavný, dobře natočený a dobře přijatý diváky jako film Šprtky to chtěj taky, a nemá takové tržby, jaké by měl mít, opravdu si uvědomíte, že typický darwinovský boj o přežití je nyní zcela jednostranně nakloněný. Každý se snaží přijít na to, jak ochránit ty menší filmy, které nejsou čtyřkvadrantovými mega vydáními. Mohou také existovat v kině? “

### Ocenění
Film Šprtky to chtěj taky byl zařazen na 68 nejvýznamnějších seznamů kritiků a na dvou seznamech byl dokonce na prvním místě.
| Ocenění                                              | Den ceremonie      | Kategorie                                          | Obdrželi                                                                  | Výsledek   |
| ---------------------------------------------------- | ------------------ | -------------------------------------------------- | ------------------------------------------------------------------------- | ---------- |
| Austin Film Critics Association                      | 6. ledna 2020      | Nejlepší debutový film                             | Šprtky to chtěj taky                                                      | Vyhrál     |
| Filmová cena Britské akademie                        | 2. února 2020      | Nejlepší původní scénář                            | Susanna Fogelová, Emily Halpernová,Sarah Haskinsová, a Katie Silbermanová | Nominovaný |
| Filmová cena Britské akademie                        | 2. února 2020      | cena BAFTA za nejlepší vycházející hvězdu          | Kaitlyn Deverová                                                          | Nominovaný |
| Chicago Film Critics Association                     | 14. prosince 2019  | cena Miloše Stehlíka za nejlepšího tvůrce          | Olivia Wildeová                                                           | Nominovaný |
| Critics' Choice Awards                               | 12. ledna 2020     | Nejlepší komediální film                           | Šprtky to chtěj taky                                                      | Nominovaný |
| Detroit Film Critics Society                         | 9. prosince 2019   | Průlomový snímek                                   | Kaitlyn Deverová                                                          | Nominovaný |
| Detroit Film Critics Society                         | 9. prosince 2019   | Průlomový snímek                                   | Olivia Wildeová                                                           | Nominovaný |
| cena Dorian Awards                                   | 8. ledna 2020      | LGBTQ Film roku                                    | Šprtky to chtěj taky                                                      | Nominovaný |
| Dublin Film Critics Circle                           | 17. prosince 2019  | Nejlepší film                                      | Šprtky to chtěj taky                                                      | 5. místo   |
| Dublin Film Critics Circle                           | 17. prosince 2019  | Nejlepší režisér                                   | Olivia Wildeová                                                           | 4. místo   |
| Dublin Film Critics Circle                           | 17. prosince 2019  | Nejlepší scénář                                    | Susanna Fogelová, Emily Halpernová,Sarah Haskinsová, a Katie Silbermanová | 2. místo   |
| GLAAD Media Awards                                   | 19. března 2020    | Vynikající snímek – Wide Release                   | Šprtky to chtěj taky                                                      | Vyhrál     |
| Golden Globe Awards                                  | 5. ledna 2020      | Nejlepší herečka- muzikál nebo komedie             | Beanie Feldstein                                                          | Nominovaný |
| Gotham Awards                                        | 2. prosince 2019   | cena Průlomový režisér                             | Olivia Wildeová                                                           | Nominovaný |
| Gotham Awards                                        | 2. prosince 2019   | Cena publika                                       | Šprtky to chtěj taky                                                      | Nominovaný |
| cena Hollywood Critics Association                   | 9. ledna 2020      | Nejlepší snímek                                    | Šprtky to chtěj taky                                                      | Nominovaný |
| cena Hollywood Critics Association                   | 9. ledna 2020      | Nejlepší původní scénář                            | Susanna Fogelová, Emily Halpernová,Sarah Haskinsová, a Katie Silbermanová | Nominovaný |
| cena Hollywood Critics Association                   | 9. ledna 2020      | Nejlepší režisérka                                 | Olivia Wildeová                                                           | Vyhrál     |
| cena Hollywood Critics Association                   | 9. ledna 2020      | Nejlepší herecký výkon herců do 23 let             | Kaitlyn Deverová                                                          | Vyhrál     |
| cena Hollywood Critics Association                   | 9. ledna 2020      | Nejlepší debutový film                             | Šprtky to chtěj taky                                                      | Nominovaný |
| cena Hollywood Critics Association                   | 9. ledna 2020      | Nejlepší nezávislý film                            | Šprtky to chtěj taky                                                      | Nominovaný |
| cena Hollywood Critics Association                   | 9. ledna 2020      | Nejlepší komedie/muzikál                           | Šprtky to chtěj taky                                                      | Vyhrál     |
| cena Hollywood Film                                  | 3. listopadu 2019  | Cena za průlomového Hollywoodského režiséra        | Olivia Wildeová                                                           | Vyhrál     |
| Independent Spirit Awards                            | 8. února 2020      | Nejlepší debutový snímek                           | Šprtky to chtěj taky                                                      | Vyhrál     |
| IndieWire Critics Polls                              | 16. prosince 2019  | Nejlepší film                                      | Šprtky to chtěj taky                                                      | 18. místo  |
| IndieWire Critics Polls                              | 16. prosince 2019  | Nejlepší herečka                                   | Beanie Feldstein                                                          | 21. místo  |
| IndieWire Critics Polls                              | 16. prosince 2019  | Nejlepší debutový snímek                           | Šprtky to chtěj taky                                                      | 2. místo   |
| cena kritiků Los Angeles Online Film Critics Society | 1. července 2019   | Nejlepší snímek                                    | Šprtky to chtěj taky                                                      | Vyhrál     |
| cena kritiků Los Angeles Online Film Critics Society | 1. července 2019   | Nejlepší herečka                                   | Beanie Feldstein                                                          | Nominovaný |
| cena kritiků Los Angeles Online Film Critics Society | 1. července 2019   | Nejlepší herečka ve vedlejší roli                  | Billie Lourd                                                              | Vyhrál     |
| cena kritiků Los Angeles Online Film Critics Society | 1. července 2019   | Nejlepší režisérka                                 | Olivia Wildeová                                                           | Vyhrál     |
| cena kritiků Los Angeles Online Film Critics Society | 1. července 2019   | Nejlepší původní scénář                            | Susanna Fogelová, Emily Halpernová,Sarah Haskinsová, a Katie Silbermanová | Vyhrál     |
| cena kritiků Los Angeles Online Film Critics Society | 1. července 2019   | Nejlepší indie film                                | Šprtky to chtěj taky                                                      | Vyhrál     |
| cena Online Film Critics Awards                      | 6. ledna 2020      | Nejlepší debutový celovečerní film                 | Olivia Wildeová                                                           | Vyhrál     |
| filmový festival Palm Springs International          | 27. listopadu 2018 | Režiséři, co stojí za zhlédnutí                    | Olivia Wildeová                                                           | Vyhrál     |
| The ReFrame Stamp                                    | 26. února 2020     | 2019 Top 100-Grossing Narrative Feature Recipients | Šprtky to chtěj taky                                                      | Vyhrál     |
| filmový festival San Francisco International         | 24. dubna 2019     | Nejlepší výpravný celovečerní film                 | Šprtky to chtěj taky                                                      | Vyhrál     |
| St. Louis Film Critics Association                   | 15. prosince 2019  | Nejlepší původní scénář                            | Šprtky to chtěj taky                                                      | Nominovaný |
| St. Louis Film Critics Association                   | 15. prosince 2019  | Nejlepší komediální film                           | Šprtky to chtěj taky                                                      | Vyhrál     |
| cena Women Film Critics Circle                       | 9. prosince 2019   | Nejlepší film o ženách                             | Šprtky to chtěj taky                                                      | Nominovaný |
| cena Women Film Critics Circle                       | 9. prosince 2019   | Nejlepší film vytvořený ženou                      | Šprtky to chtěj taky                                                      | Nominovaný |
| cena Women Film Critics Circle                       | 9. prosince 2019   | Nejlepší ženský vypraveč                           | Susanna Fogelová, Emily Halpernová,Sarah Haskinsová, a Katie Silbermanová | Nominovaný |
| cena Women Film Critics Circle                       | 9. prosince 2019   | Nejlepší rovnost pohlaví                           | Šprtky to chtěj taky                                                      | Nominovaný |
| cena Writers Guild of America                        | 1. února 2020      | Nejlepší původní scénář                            | Susanna Fogelová, Emily Halpernová,Sarah Haskinsová, a Katie Silbermanová | Nominovaný |